# 姚匡乙
姚匡乙，中华人民共和国政治人物、外交官。
1997年，接替吴克明担任中华人民共和国驻土耳其大使。2003年，由宋爱国接任。